# Söder-Jölltjärnen
Söder-Jölltjärnen är en sjö i Älvdalens kommun i Dalarna och ingår i Dalälvens huvudavrinningsområde. Sjön har en area på 0,26 kvadratkilometer och ligger 401 meter över havet. Sjön avvattnas av vattendraget Ugan.

## Delavrinningsområde
Söder-Jölltjärnen ingår i det delavrinningsområde (679336-138608) som SMHI kallar för Utloppet av Söder-Jölltjärn. Medelhöjden är 405 meter över havet och ytan är 1,13 kvadratkilometer. Räknas de 7 avrinningsområdena uppströms in blir den ackumulerade arean 84,28 kvadratkilometer. Ugan som avvattnar avrinningsområdet har biflödesordning 2, vilket innebär att vattnet flödar genom totalt 2 vattendrag innan det når havet efter 383 kilometer. Avrinningsområdet består mestadels av skog (53 procent) och sankmarker (25 procent). Avrinningsområdet har 0,26 kvadratkilometer vattenytor vilket ger det en sjöprocent på 22,7 procent.